# Алкарраца
Алкарраца (исп. alcarraza, от араб. al-kurr — кувшин)  — название слабообожженного, неглазированного глиняного сосуда, напоминающего смесь кувшина и горшка с крышкой, употреблявшегося в доколумбовой Америке и Испании с целью охлаждения питьевой воды. 
Наполненный водой сосуд помещают в темное, хорошо проветриваемое место. Влага медленно просачивается сквозь пористые стенки сосуда и испаряется с поверхности. Для этого требуется, как вообще для всякого испарения, известное количество теплоты, которая доставляется отчасти окружающим воздухом, отчасти самим сосудом и содержащеюся в нем влагой. Поэтому использование алкаррацы возможно только в жарком климате.
Подобные охладительные сосуды были известны в Египте с древнейших времен. В Европу алкаррацы были завезены сарацинами в период арабских завоеваний. Глину для этих сосудов добывали в Испании в окрестностях Малаги, а также в центральной Италии и на Сицилии. В Португалии сосуды этого рода носят название билка.
Согласно «ЭСБЕ»: лучшие алкаррацы, изготовлявшиеся в Андугаре в Андалузии, охлаждали воду до 10° С ниже окружающей сосуд температуры. 
Алкаррацы имели самые разнообразные формы. Так как их нельзя было украсить глазурью и иным покрытием, обычно их декорировали объемными деталями, фигурками и т.п.